# Rigby
Rigby – miasto w Stanach Zjednoczonych, w stanie Idaho, siedziba administracyjna hrabstwa Jefferson.